# 采夫
采夫是德国莱茵兰-普法尔茨州的一个市镇。总面积28.87平方公里，总人口1567人，其中男性782人，女性785人（2011年12月31日），人口密度54人/平方公里。